# Nagy László (katonatiszt)
Nagy László (Senyepuszta, Borsod megye, 1862. augusztus 31. – Budapest, 1937. október 3.) honvéd százados és alezredes, a Ludovika Akadémia tanára, az első világháború alatt a veszprémi 31. honvéd pótzászlóalj parancsnoka, a buda-hegyvidéki Református Egyházközség presbitere.

## Élete
Nemes családban született. A miskolci főgimnáziumban négy osztályt végezve, az ugyanott és Bécsben folytatott szaktanulmányai közben 1883-ban besorozták a 34. gyalogezredhez, ahonnét 1884 októberében a 48. honvédzászlóaljhoz helyezték át. A zászlóalj a Ludovika-akadémiába küldte, melynek akkor szabadságolt állományú tisztképző tanfolyamát elvégezte, azután hadapróddá nevezték ki. Mint ilyen ténylegesítése céljából 1885-87-ben a tényleges állományú tisztképző-tanfolyamot (az akadémia III. és IV. évfolyamát) rendkívüli hallgató gyanánt végezte, 1887. augusztus 18-án hadapród-tiszthelyettessé, 1888. augusztus 18-án pedig hadnaggyá nevezték ki a 15. honvéd gyalog féldandárnál. Azon év decemberében a 10. honvéd gyalog féldandárhoz helyezték át és ott csapatszolgálatot teljesített, majd 1889-90-ben féldandár-segédtiszt volt. 1890-1891-ben a felsőbb tiszti tanfolyamban, 1891-92-ben a császári és királyi katonai térképező osztálynál gyakorlati kiképzésre alkalmazták, miközben 1892 májusában főhadnagggyá léptették elő. 1893-94-ben századparancsnok volt, míg 1894 októberétől mint a tereptan, terepfelvétel és terepábrázolás tanára a Ludovika-akadémia tisztképző és felsőbb tiszti tanfolyamában alkalmazták. 1898 májusában soron kívül századossá nevezték ki. Elhunyt 1937. október 3-án, örök nyugalomra helyezték 1937. október 5-én délután a Farkasréti temetőben. Neje Bernik Róza volt.
A Ludovika Akadémia Közlönyében több kisebb szakcikk megírásán kívül főképen a közlöny rajzbeli mellékleteinek szerkesztése által végzett hasznos munkát. Az oktatás körül szerzett érdemeiért honvédelmi miniszteri dicsérő elismerésben részesült. A millennáris kiállítás számára elkészítette: A honvédség kiegészítése, elhelyezése és tagozása című térképet és ezért közreműködői érmet és oklevelet kapott. A Pallas Nagy Lexikonában a tereptani szakba vágó cikkeket írta.

## Kitüntetései
A Ferenc József rend lovagkeresztese, a bronz katonai érdemérem, a katonai érdemkereszt szalagos és a piros szalagos katonai érdemérem, a III. osztályú tiszti katonai szolgálati jel, a vörös kereszt II. osztályú díszjelvény, a jubileumi emlékérem a fegyveres erő számára és a katonai jubileumi kereszt és a sisakos háborús emlékérem tulajdonosa volt.

## Munkái
- Terepképolvasás, térképfelhasználás. Bpest, 1897.
- Tereptan. Bpest, 1898.
- Terepábrázolástan. Bpest, 1899. 60 szövegábrával.